# Gnaeus Baebius Tamphilus
Gnaius Baebius Tamphilus was een Romeins politicus aan het begin van de 2e eeuw v.Chr. en broer van Marcus Baebius Tamphilus.
Gnaius Babeius Tamphilus was tribunus plebis in 204 v.Chr..
Daarna was hij in 199 v.Chr. praetor, doch streed ongelukkig tegen de Gallische Insubres. Hij verloor in een slag tegen hen bijna 7000 man.
In 182 v.Chr. was hij consul en gelukkig in de oorlog tegen de Liguriërs.

## Referentie
- art. Cn. Baebius Tamphilus, in F. Lübker - trad. ed. J.D. Van Hoëvell, Classisch Woordenboek van Kunsten en Wetenschappen, Rotterdam, 1857, p. 139.